# Sân bay quốc tế Almaty
Sân bay quốc tế Almaty (tiếng Kazakh: Халықаралық Алматы Әуежайы, tiếng Nga: Международный Аэропорт Алматы) (IATA: ALA, ICAO: UAAA) là sân bay quốc tế lớn nhất tại Kazakhstan, cách thành phố Almaty, thành phố lớn nhất quốc gia này 18 km. Sân bay Almaty chiếm một nửa lượt hành khách và 68% lượng hàng hóa vận chuyển bằng đường hàng không ở.
Năm 2006, sân bay này phục vụ 2 triệu lượt khách (tăng 23% so với năm 2005).
Sân bay này được xây năm 1935.

## Các hãng hàng không và các tuyến điểm

### Các tuyến quốc tế
- Aeroflot (Sochi-Adler)
- Aerosvit Airlines (Kiev-Borispol)
- Air Arabia (Sharjah)

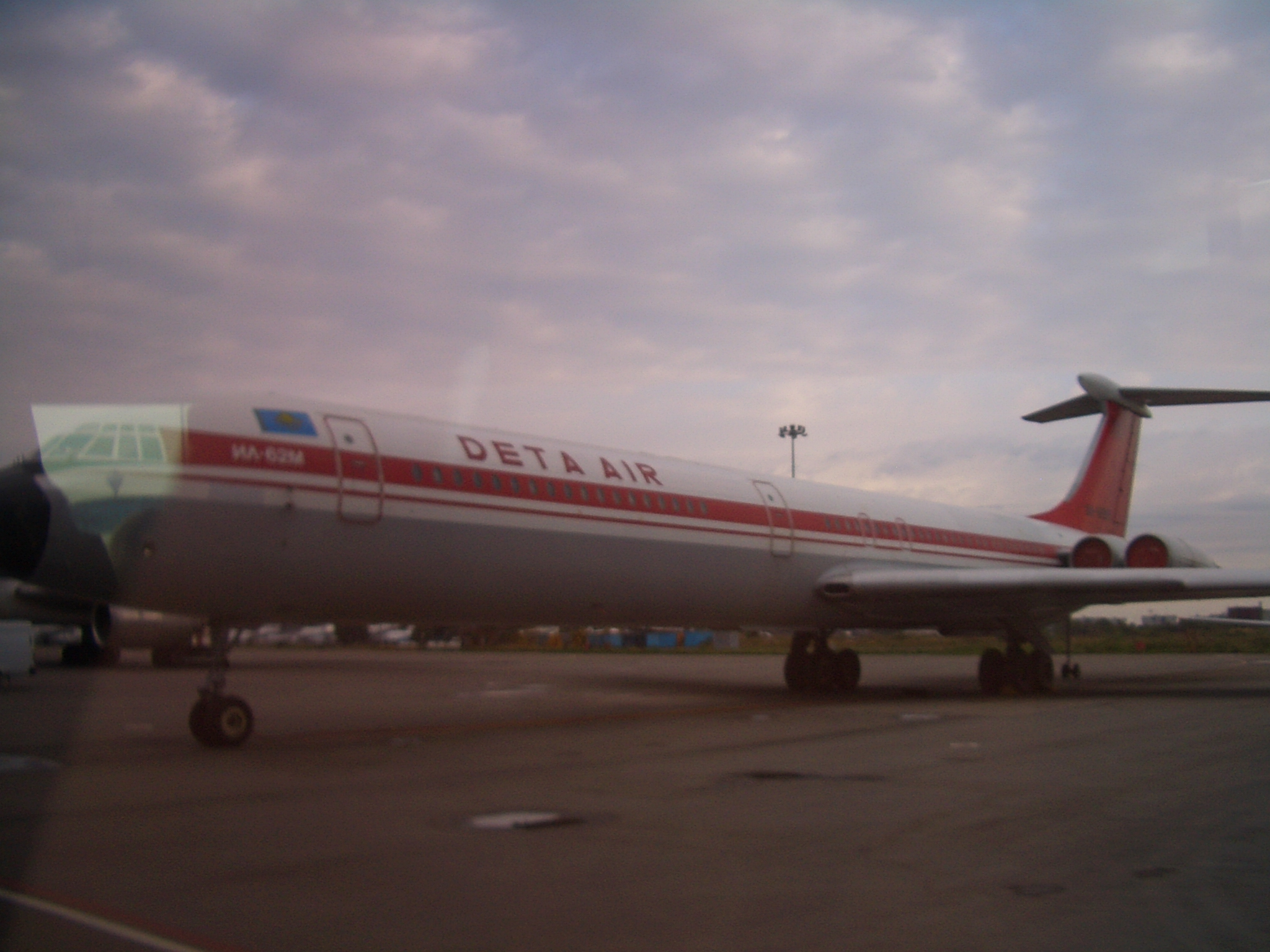
On the tarmac

- Air Astana (Antalya, Amsterdam, Bangkok-Suvarnabhumi, Bắc Kinh, Delhi, Dubai, Hannover, Frankfurt, Istanbul-Atatürk, London-Heathrow, Moscow-Sheremetyevo, Seoul-Incheon,Thành phố Hồ Chí Minh)
- AirBaltic (Riga)
- Asiana Airlines (Seoul-Incheon)
- Aurela (Vilnius)
- Avia Traffic Company (Bishkek)
- bmi (London-Heathrow)
- Czech Airlines (Prague)
- China Southern Airlines (Urumqi)
- Etihad Airways (Abu Dhabi) [starts 2008]
- Georgian National Airlines (Tbilisi)
- Georgian Airways (Tbilisi)
- Kam Air (Kabul)
- KLM Royal Dutch Airlines (Amsterdam)
- KrasAir (Krasnoyarsk)
- Kyrgyzstan (Bishkek)
- Lufthansa (Frankfurt)
- Mega Aircompany (Baku)
- Rossiya (St. Petersburg)
- Samara Airlines (Samara)
- S7 Airlines (Chelyabinsk)
- Sayakhat Airlines (Tel Aviv, Baku)
- SCAT (Nha Trang, Tashkent, Dushanbe, Ulegei)
- Sunday Airlines (Thuê chuyến: Nha Trang)
- Tahmid Air (Sharjah)
- Tajik Air (Dushanbe, Kurgan-Tyube)
- Transaero (Moscow-Domodedovo, Moscow-Sheremetyevo)
- Turkish Airlines (Antalya, Istanbul-Atatürk)
- Turkmenistan Airlines (Ashgabat)
- UM Airlines (Kiev-Boryspil, Simferopol)
- Ural Airlines (Ekaterinburg)
- Uzbekistan Airways (Tashkent)
- VietJet Air (Nha Trang)

### Các tuyến nội địa
- Air Astana (Aktau, Aktobe, Astana, Karaganda, Kyzylorda, Pavlodar, Oral, Oskemen, Shymkent)
- Air Kokshetau (Kokshetau)
- Atyrau Airways (Atyrau)
- Sayakhat Airlines
- SCAT (Aktau, Aktobe, Atyrau, Kostanay, Oskemen, Shymkent)
- Semeyavia (Semey)
- Tulpar Air Service (Karaganda)
- Zheskazgan Avia (Zhezkazgan)

### Các hãng hàng hóa

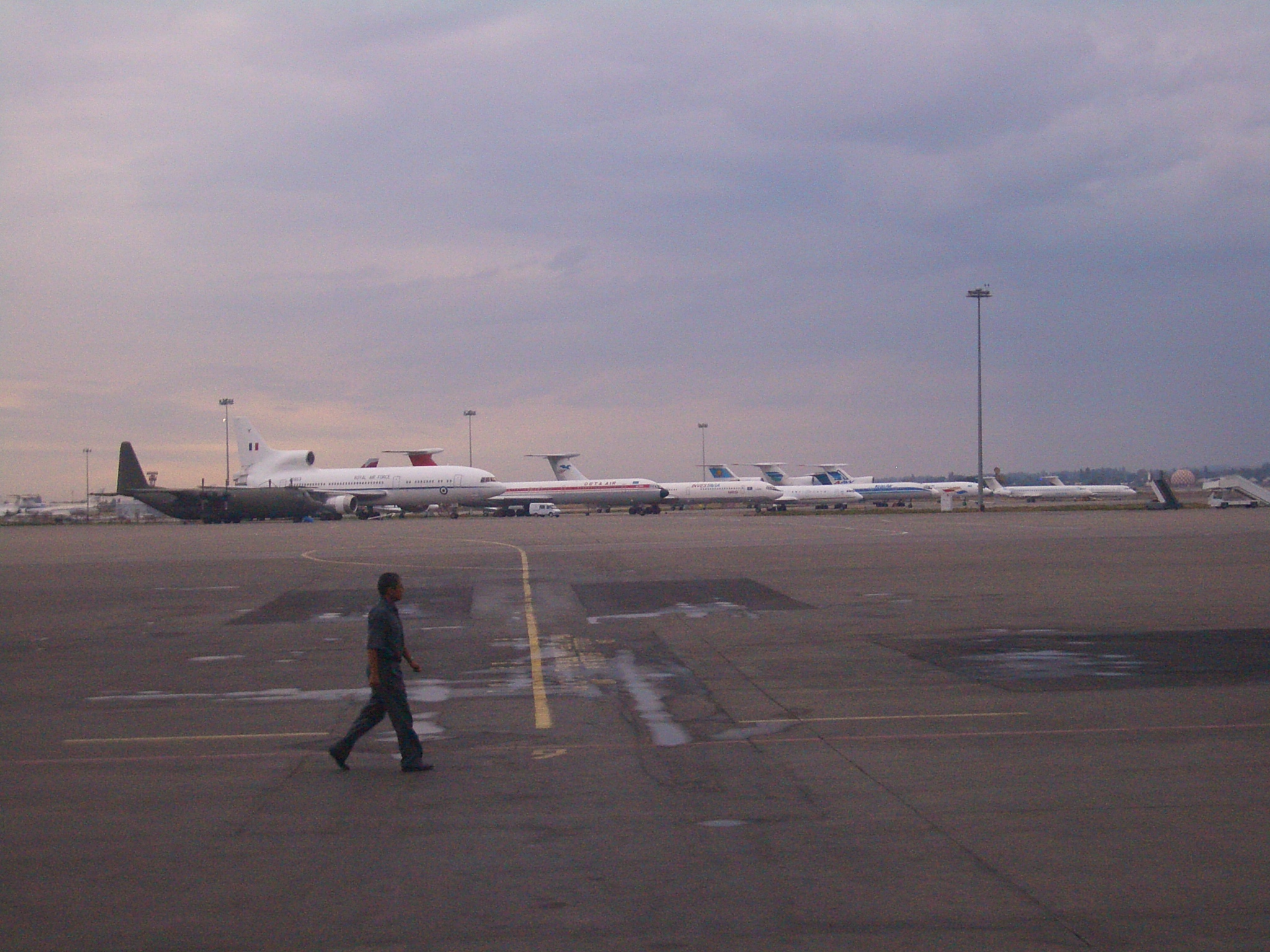

- Almaty Aviation Cargo
- Cargolux
- DHL
- El-Al Cargo
- FedEx Express
- KLM Cargo
- Kuzu Airlines
- Lufthansa Cargo
- MK Airlines
- UPS Airlines